# Серый Волк энд Красная Шапочка
«Се́рый волк энд Кра́сная Ша́почка» — советский кукольно-пластилиновый мультфильм для взрослых студии «Союзмультфильм», снятый в 1990 году.

## Сюжет
Современная музыкально-сатирическая комедия по мотивам известной сказки.
Перестроечные времена. У подножия памятника «Рабочий и колхозница» живут мама и её дочка Красная Шапочка. Однажды мама отправляет Красную Шапочку из Москвы в Париж, чтобы доставить Бабушке Терезе русский праздничный пирог. Проходя через лес, Красная Шапочка встречает опасного преступника — Серого Волка, который к тому времени уже съел доктора Айболита (вставившего Волку стальные зубы вместо удалённой «по приговору» челюсти) и Зайчика, пришедшего к Айболиту лечить зубы. Появление охотников спасает Красную Шапочку.
Серый Волк съедает ещё Крокодила Гену и Чебурашку, а после того, как за взятку переходит границу, — трёх поросят и семерых гномов из мультфильмов Уолта Диснея. Он успевает быстрее Красной Шапочки прибежать к стоящему у подножия Эйфелевой башни дому Бабушки Терезы и съедает её. Красная Шапочка приносит заметно очерствевший пирог, Серый Волк ломает об него свои стальные зубы.
Затем живот волка раздувается, и из него выходят ликующие герои сказки, которые маршируют с пацифистскими плакатами и поют песню:
Чтоб мир всегда был солнечным,

У всех одна мечта.

Как клятву повторяем:

Да здравствует доброта!

May the world always be sunny,

Everyone has the same dream.

We repeat like an oath:

Long live kindness!

Möge die Welt immer sonnig sein,

Jeder hat den gleichen Traum.

Wir wiederholen wie einen Eid:

Es lebe die Freundlichkeit!

Que le monde soit toujours ensoleillé,

Tout le monde a le même rêve.

Nous répétons comme un serment :

Vive la gentillesse !
За ними идёт Волк с уже зашитым животом и вновь просит Айболита вставить ему зубы, но на этот раз доктор бьёт его пацифистским плакатом, а гном Простачок валит его на землю. Вдобавок его настигают охотники, связывают цепями и идут вслед за сказочными героями.
Ликование героев смотрит по телевизору мама Красной Шапочки, в досаде кулаком выключает телевизор и напевает их песню, но на другой, хотя и похожий, мотив. После титров показывается пьедестал памятника «Рабочий и колхозница», но без скульптуры, на месте которой появляется слово «Конец», при этом синее небо превращается в красное, как это было в начале.

## Роли озвучивали
- Армен Джигарханян — Серый Волк
- Светлана Степченко — Красная Шапочка
- Елизавета Разинова — Мать Красной Шапочки
- Эда Урусова — Бабушка Тереза
- Владимир Виноградов — Айболит
- Гарри Бардин — Диктор / Крокодил Гена

## Создатели
- Автор сценария и кинорежиссёр: Гарри Бардин
- Художник-постановщик: Аркадий Мелик-Саркисян
- Кинооператоры: Валерий Струков, Вадим Прудников, Сергей Хлебников
- Звукооператоры: Владимир Виноградов, Сергей Карпов
- Художники-аниматоры: Лидия Маятникова, Ирина Собинова-Кассиль, Наталья Федосова
- Текст песен: Юрий Энтин
- Музыкальное оформление: Гарри Бардин, Владимир Черепанов
- Монтажёр: Галина Филатова
- Редактор: Татьяна Папорова
- В работе над фильмом принимали участие: Виктор Гришин, Владимир Алисов, Михаил Колтунов, Александр Горбачёв, А. Уткин, Светлана Знаменская, Александр Беляев, Владимир Маслов, Александр Максимов, Наталья Соколова, Владимир Конобеев, Сергей Попов, А. Лунёв, Николай Закляков
- Цветоустановщик: Т. Романычева
- Директор съёмочной группы: Григорий Хмара

## Музыка
Музыкальное оформление мультфильма составлено из советских и зарубежных мелодий, на большинство из которых написаны оригинальные тексты.
- «Урожайная» из кинофильма «Кубанские казаки», музыка И. Дунаевского («Днём и ночью тесто месим…»);
- «Tea for Two» из мюзикла «No, No, Nanette[англ.]», музыка Винсента Юманса («Айболит, мой путь к тебе был долог…», «Ах, машер, бестактность, извините…», «О ля рюс, какой красивый внучка…»);
- «Баллада о Мэкки-Ноже» из пьесы «Трёхгрошовая опера», музыка Курта Вайля («Не летите в небе, гуси…», «Эти зубы из металла…», «Эти зубы — просто прелесть…»);
- «Ой, цветёт калина» из кинофильма «Кубанские казаки», музыка И. Дунаевского («Ой, на огороде вызрела морковь…»);
- «Подмосковные вечера», музыка В. Соловьёва-Седого («Я без мамочки и без папочки…»);
- Хор охотников из оперы «Вольный стрелок», музыка Карла фон Вебера (вокализ охотников);
- Полька «Трик-трак[нем.]», музыка Иоганна Штрауса (охота на Волка);
- «Песенка крокодила Гены» из мультфильма «Чебурашка» (слова А. Тимофеевского, музыка В. Шаинского);
- «Давно мы дома не были» (слова А. Фатьянова, музыка В. Соловьёва-Седого);
- «Who’s Afraid of the Big Bad Wolf?» из диснеевского мультфильма «Три поросёнка», музыка Фрэнка Черчилля (вокализ трёх поросят);
- «Heigh-Ho[англ.]» из диснеевского мультфильма «Белоснежка и семь гномов», музыка Фрэнка Черчилля (вокализ семерых гномов);
- «Les Deux Guitares» в исполнении оркестра Поля Мориа, музыка Ивана Васильева (пляска в животе Волка);
- «’O sole mio» в исполнении Робертино Лорети (слова Джованни Капурро, музыка Эдуардо ди Капуа);
- «La vie en rose» (слова Эдит Пиаф, музыка Луиги);
- «Траурный марш», музыка Фридерика Шопена (портрет бабушки Красной Шапочки с лентой);
- «Superstar» из рок-оперы «Иисус Христос — суперзвезда», музыка Эндрю Ллойда Уэббера (метания Волка);
- «Песенка» из кинофильма «Бабетта идёт на войну», музыка Л. Амад («Чтоб мир всегда был солнечным…»);
- «Auld Lang Syne», автор музыки неизвестен («Чтоб мир всегда был солнечным…» в версии мамы Красной Шапочки).

## Награды
- «Гран-при» за лучший короткометражный фильм, приз министерства культуры Франции, приз «Человек года», приз зрительских симпатий на Международном фестивале анимационных фильмов в Анси (Франция) 1991 г.[1]
- Первый приз жюри МКФ в Лос-Анджелесе (США) 1991 г.
- Диплом МКФ в Братиславе (Словакия) 1991 г.
- НИКА Москва (РСФСР) 1992 г.

## Факты
- Шуточная декорация скульптуры «Рабочий и колхозница», которая появляется в начале фильма (пародируя тем самым заставку киностудии «Мосфильм») и у подножия которой живут Красная Шапочка с мамой, выставлена в Политехническом музее Москвы. Высотой она примерно 1,5 метра.
- Это последний мультфильм Бардина, снятый им на «Союзмультфильме».